# Зять из Бомбея
«Зять из Бомбея» (маратхи मुंबईचा जावई, Mumbaicha Jawai) — индийский художественный фильм на языке маратхи режиссёра Раджи Тхакура, вышедший в прокат в 1970 году. Сюжет, основанный на повести Васанта Кале, рассказывает о проблемах молодой пары, которая не имеет своего угла и вынуждена жить в одной комнате с родственниками. В 1971 году фильм был приобретён и дублирован для показа в СССР. В 1972 году — переснят на хинди режиссёром Басу Чаттерджи под названием Piya Ka Ghar.

## Сюжет
Аппа Понгше, его жена, два взрослых сына и жена одного из них живут все вместе в однокомнатной квартире в Бомбее, используя каждый дюйм пространства. Жена Аппы приводит в порядок вещи после того, как другие члены семьи уходят на работу. Вечером все отдыхают по-своему: Аппа и его друзья играют в карты на полу, зачастую тайно принося бутылку ликера и расходясь только к ужину, когда жена Аппы зовёт семью к столу. Старший сын, его жена и их друзья репетируют предстоящие пьесы.
Чтобы женить второго сына, Аппа, его семья и друзья отправляются в Белгаум. Сельские манеры, обычаи и привычки, весьма отличные от их, оставляют их в недоумении. Нетрадиционные манеры семьи Понгше, в свою очередь, раздражают дядю невесты, который недоволен этим браком и опасается, что «дочь» может быть несчастлива, живя в Бомбее.
Его ожидания становятся реальностью, когда новобрачные возвращаются домой. В качестве решения проблемы, небольшая кухня ночью преобразуется в спальню для пары. Но из-за не закрывающегося окна, пронзительные звуки инструментальной музыки, прохожие и уличные фонари не дают новобрачным спать всю ночь.
Дни складываются в недели, но пара не находит уединения. Аппа предлагает сыну несколько вариантов, но каждое предложение терпит неудачу из-за вторжений. Когда ситуация кажется отчаянной, друзья Аппы предлагают свою помощь. Его друг-таксист говорит, что он продаст такси и оплатит другое однокомнатное жилье для пары. Даже Аппа, его жена, их старший сын с женой, все предлагают отправиться в другое место и оставить молодую пару одну. Невестка сильно тронута отношением и готовностью идти на жертвы своей новой семьи. Она понимает, что Аппа и члены его семьи — простые, искренние, любящие люди, которые совершенно беспомощны против проблемы нехватки места в Бомбее. Она отказывается уехать со своим дядей, который приехал в Бомбей, чтобы увидеть как она живёт, и в гневе хочет вернуть её в Белгаум.
Аппа разрабатывает новую стратегию: пусть вся семья проведет целый день в городе на благо новобрачных.

## В ролях
- Сурекха — невестка
- Арун Сарнаик[англ.] — Авинаш
- Шарад Тальвалькар[англ.] — Аппа
- Ратнамала
- Рамчандра Варде
- Раджита
- Раджа Дани
- Витхал Пандуркар
- Нараян Бхаве
- Васант Латкар
- Малати Йошим
- Вимал Раут
- Самбхарайра
- Андхкар
- Сародж Поут
- Бхалчандра Кулкарни
- Пушпа Бхонсаил
- Джаянт Бхатт

## Реакция
По мнению Р. П. Соболева картина более чем любая другая им виденная напоминает о неореализме поры расцвета итальянского кино, а её главное достоинство заключается в замечательных актерских работах, и в целом это очень профессиональный фильм.
«Зять из Бомбея» имел успех в прокате и спустя два года был переснят на хинди под названием Piya Ka Ghar с Джаей Бхадури в главной роли.
Награды
- Национальная кинопремия за лучший фильм на языке маратхи[6]
- Maharashtra State Film Awards[англ.] за лучший фильм[7]